# 蒋广
蒋广（？—1359年），元朝末年将领。
蒋广作为伯颜不花的斤部将，跟随伯颜不花的斤镇守衢州。至正十九年（1359年），参与援救信州（今江西上饶市），入城守御，苦战半年，城破，伯颜不花自刎。蒋广与蔡诚合兵，与红巾军进行巷战。蔡诚遇害，蒋广为王奉国所擒。红巾军喜欢蒋广勇敢，进行诱降。蒋广说：“我宁为忠死，不为降生。汝等草寇，吾岂屈汝乎？”红巾军将他肢解杀害。